# Bathydrilus desbruyeresi
Bathydrilus desbruyeresi är en ringmaskart som beskrevs av Erséus 1983. Bathydrilus desbruyeresi ingår i släktet Bathydrilus och familjen glattmaskar. Inga underarter finns listade i Catalogue of Life.